# Maturowy Stawek
Maturowy Stawek (ok. 1380 m) – maleńki, okresowy zbiornik wodny w polskich Tatrach Zachodnich, formalnie już na obszarze Doliny Lejowej. Pojawia się tuż na zachód od najniższego punktu Przełęczy ku Stawku (Maturowego Siodła) wiosną lub po dłuższych opadach deszczu.